# Кирпичников, Пётр Анатольевич
Пётр Анато́льевич Кирпи́чников (5 января 1913, Царёвосанчурск, Вятская губерния — 26 марта 1997, Казань, Татарстан, Россия) — советский и российский химик, член-корреспондент АН СССР (РАН) (1976), доктор технических наук (1972), в 1982—1987 годах — председатель Президиума Казанского филиала АН СССР.
Лауреат Государственной премии СССР. Заслуженный деятель науки и техники РСФСР (1975), ТАССР (1969), заслуженный химик СССР (1973), изобретатель СССР (1985), почётный академик АН РБ (1991), АН РТ (1992). Участник Великой Отечественной войны.

## Биография
Пётр Анатольевич Кирпичников родился 5 января 1913 года в г. Царёвосанчурск Вятской губернии. После окончания Санчурской средней школы в 1930 году П. А. Кирпичников работал в деревне учителем по ликвидации неграмотности.
«… я мечтал стать инженером-химиком. Но осенний прием в вузы был уже завершён, и мне только зимой удалось поступить в Пермский химико-технологический институт, в котором я проучился недолго, так как вскоре перевёлся в Московский химико-технологический институт им. Д. И. Менделеева (Менделеевский), в котором проучился 4 года.»
В 1936 году с отличием окончил Казанский химико-технологический институт. После окончания института П. А. Кирпичников три года проработал на Казанском СК-4 аппаратчиком, заместителем начальника технического отдела
В 1947—1954 годах он работал главным инженером, советником на нефтехимическом комбинате «Буна» в г. Шкопау (ГДР). Работал в Казанском химико-технологическом институте с 1954 года. Декан факультета с 1957 года, заведующий кафедрой (1960—1987), одновременно проректор (с 1961), ректор (с 1964), профессор (1965), советник министра и научный руководитель Центра по разработке эластомеров Министерства химической и нефтехимической промышленности страны (1988—1997). В 1982—1987 гг. председатель Президиума КФАН СССР.
Научное направление работы Кирпичникова: химия и химическая технология высокомолекулярных соединений.
Кирпичников создал научные основы стабилизации мономеров и полимеров фосфорорганическими соединениями, разработал фосфоросодержащие антиоксиданты, противоутомители, ингибиторы, стабилизаторы. Внёс большой вклад в исследование полисульфидных и уретановых эластомеров, разработал методы синтеза олигомеров с реакционноспособными функциональными группами.
П. Кирпичников с 1966 года был Председателем Татарского республиканского отделения Советского фонда мира, Татарского республиканского отделения Всесоюзного химического общества имени Д. И. Менделеева (1975—1985), комиссии по научно-техническому прогрессу Верховного Совета ТАССР (1983—1988). Депутат Верховного Совета ТАССР (1966—1971, 1983—1988).
В совершенстве владел немецким языком. Увлекался охотой.
Почётный академик АН РБ (1991), он состоял в отделении химии АН РБ.

## Труды
Пётр Анатольевич Кирпичников — автор более 500 научных трудов, 330 авторских свидетельств и патентов на изобретения.
- Химия и технология синтетического каучука, 2 изд., Л., 1975 (соавт.).
- Химия и технология мономеров для синтетических каучуков. Л., 1981 (соавтор).
- Полисульфидные олигомеры и герметики на их основе. Л., 1983 (соавтор).
- Пётр Анатольевич Кирпичников: Избранные труды, воспоминания, материалы. Казань

## Награды
Лауреат Государственной премии СССР (1989), награждён орденами Ленина (1971), Октябрьской Революции (1981), Отечественной войны I степени (1985), Красной Звезды, 12 медалей, Почётной грамотой Президиума Верховного Совета Российской Федерации (1992). Его именем названа улица в Казани.